# 盧布林城堡

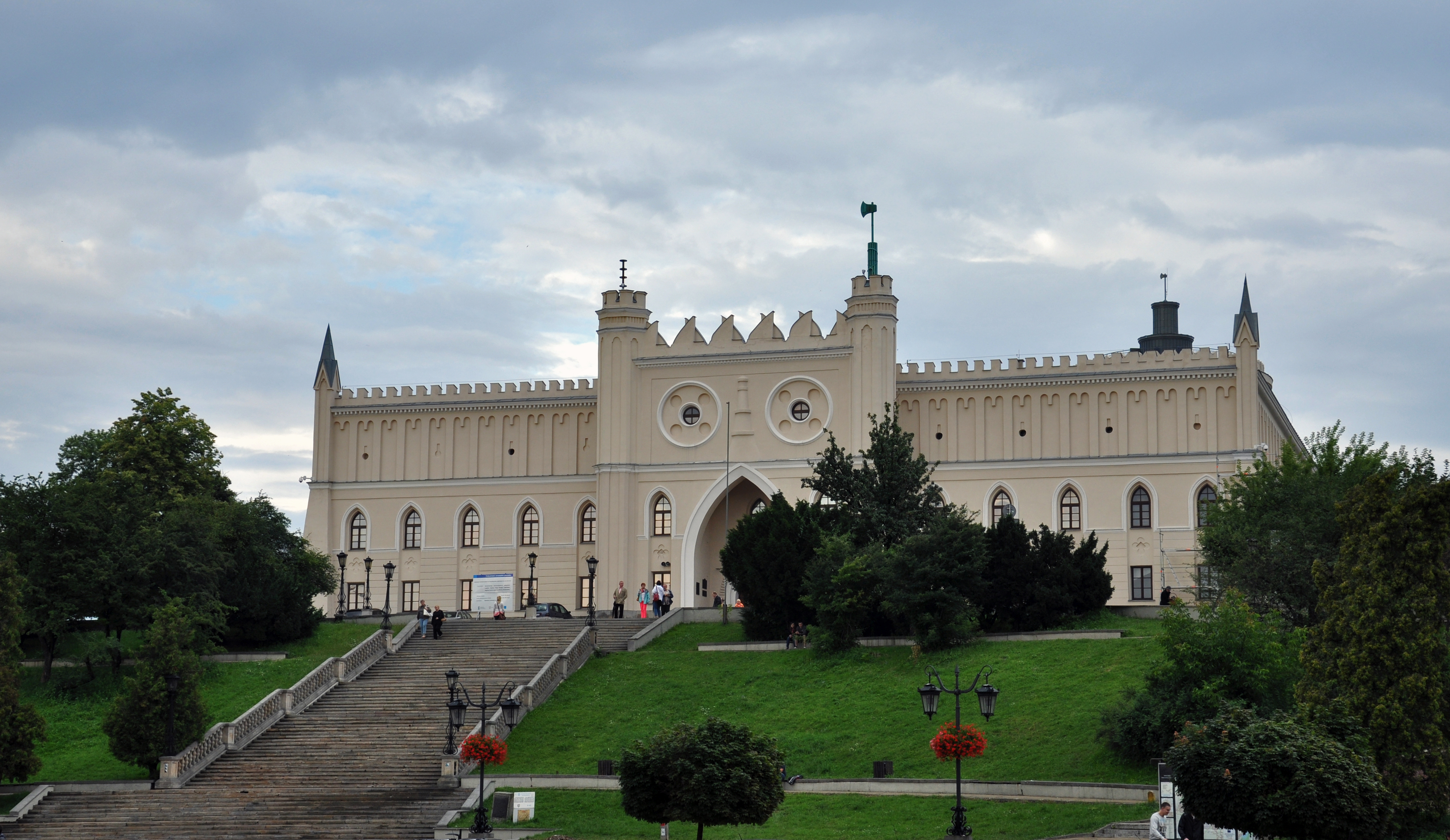
卢布林城堡

盧布林城堡（波蘭語：Zamek Lubelski）是波蘭盧布林的一座城堡，毗鄰盧布林舊城區，靠近市中心。盧布林城堡是波蘭歷史最悠久的皇室宮殿之一，修建於卡齊米日二世時期。城堡的歷史可以追溯自12世紀。自1957年開始，盧布林城堡是盧布林博物館的主要展示場所。

## 外部連結
- Lublin Castle and Lublin Museum webpage （页面存档备份，存于）

51°15′02″N 22°34′20″E / 51.25056°N 22.57222°E